# Marcel Mayack
Marcel Richard Mayack II (* 17. November 1990 in Ebolowa) ist ein kamerunischer Dreispringer, der auch im Weit- und Hochsprung antritt.

## Sportliche Laufbahn
Erste internationale Erfahrungen sammelte Marcel Mayack bei der Sommer-Universiade 2015 in Gwangju, bei der er im Weit- und Dreisprung mit 7,28 m und 14,69 m ausschied, wie auch im Hochsprung mit 2,00 m. Zwei Jahre später belegte er bei den Islamic Solidarity Games in Baku mit 7,20 m Platz zehn im Weitsprung und mit 15,28 m Rang elf im Dreisprung. Bei den Spielen der Frankophonie in Abidjan sprang er im Weitsprung mit 7,57 m auf Rang fünf und belegte im Dreisprung mit 15,37 m Platz neun. Bei den Studentenweltspielen in Taipeh belegte er im Weit- und Dreisprung jeweils den zehnten Platz im Finale, während er im Hochsprung mit 2,05 m erneut in der Qualifikation scheiterte. 2018 nahm er erstmals an den Commonwealth Games im australischen Gold Coast teil und gewann dort mit 16,80 m die Bronzemedaille im Dreisprung. Anschließend belegte er bei den Afrikameisterschaften in Asaba mit 7,69 m den achten Platz im Weitsprung und wurde mit 16,40 m im Dreisprung Sechster. Im Jahr darauf nahm er erstmals an den Afrikaspielen in Rabat teil und belegte dort mit 15,99 m Rang sieben im Dreisprung, während er im Weitsprung mit 6,94 m in der Qualifikation ausschied. Anschließend wurde er bei den Militärweltspielen in Wuhan mit 15,63 m Zwölfter im Dreisprung und schied im Weitsprung mit 7,07 m in der Qualifikation aus. 2023 belegte er bei den Spielen der Frankophonie in Kinshasa mit 15,68 m den sechsten Platz im Dreisprung und gelangte im Hochsprung mit 1,95 m auf Rang fünf. Im Jahr darauf wurde er bei den Afrikameisterschaften in Douala mit 15,88 m Siebter im Dreisprung.
In den Jahren 2019 und 2021 wurde Mayack kamerunischer Meister im Dreisprung sowie 2021 auch im Weitsprung. Er ist Student am National Institute of Youth and Sports.

## Persönliche Bestleistungen
- Hochsprung: 2,07 m, 22. Juni 2019 in Yaoundé
- Weitsprung: 8,03 m, 2. März 2018 in Bafoussam (kamerunischer Rekord)
- Dreisprung: 16,80 m (−0,4 m/s), 14. April 2018 in Gold Coast